# Vatra (Chișinău)
Vatra è una città della Moldavia appartenente al Municipio di Chișinău di 3.296 abitanti al censimento del 2004